# Alvania sanjuanensis
Alvania sanjuanensis är en snäckart som beskrevs av Bartsch 1920. Alvania sanjuanensis ingår i släktet Alvania och familjen Rissoidae. Inga underarter finns listade i Catalogue of Life.